# György Mizsei
György Mizsei (ur. 30 września 1971 w Kiskunfélegyháza) − węgierski bokser, brązowy medalista Letnich Igrzysk Olimpijskich 1992 w Barcelonie w kategorii lekkośredniej, uczestnik Letnich Igrzysk Olimpijskich 1996 w Atlancie, brązowy medalista Mistrzostw Europy 1991 w Göteborgu oraz Mistrzostw Europy 1996 w Vejle.

## Letnie Igrzyska Olimpijskie 1992 i 1996
Na Letnich Igrzyskach Olimpijskich 1992 wystartował w kategorii lekkośredniej. W 1/16 finału wyeliminował reprezentanta Włoch Fabrizio de Chiara, pokonując go na punkty (13:4). W 1/8 finału pokonał na punkty (17:5) reprezentanta Indonezji Hendrika Simangunsonga, awansując do rundy ćwierćfinałowej. W ćwierćfinale pokonał na punkty (17:3) reprezentanta Samoa Maselino Masoe, zapewniając sobie brązowy medal na igrzyskach. W półfinale przegrał na punkty (3:10) z Kubańczykiem Juanem Lemusem, zajmując ostatecznie trzecie miejsce w kategorii lekkośredniej.
Na Letnich Igrzyskach Olimpijskich 1996 w Atlancie rywalizował w kategorii lekkośredniej. Rywalizację rozpoczął od zwycięstwa na punkty w 1/16 finału nad Australijczykiem Richardem Rowlessem. W 1/8 finału przegrał na punkty (4:13) z Niemcem Markusem Beyerem, zajmując 9. miejsce w klasyfikacji ogólnej kategorii lekkośredniej.